# ルノーサムスン・SM7
SM7（エスエムセブン）は韓国の自動車メーカー、ルノーサムスン自動車が販売していたフルサイズセダンである。韓国ではヒュンダイ・グレンジャー/アスラン、キア・K7、GM・アルフェオンなどと同じ「準大型車」のクラスに分類される。

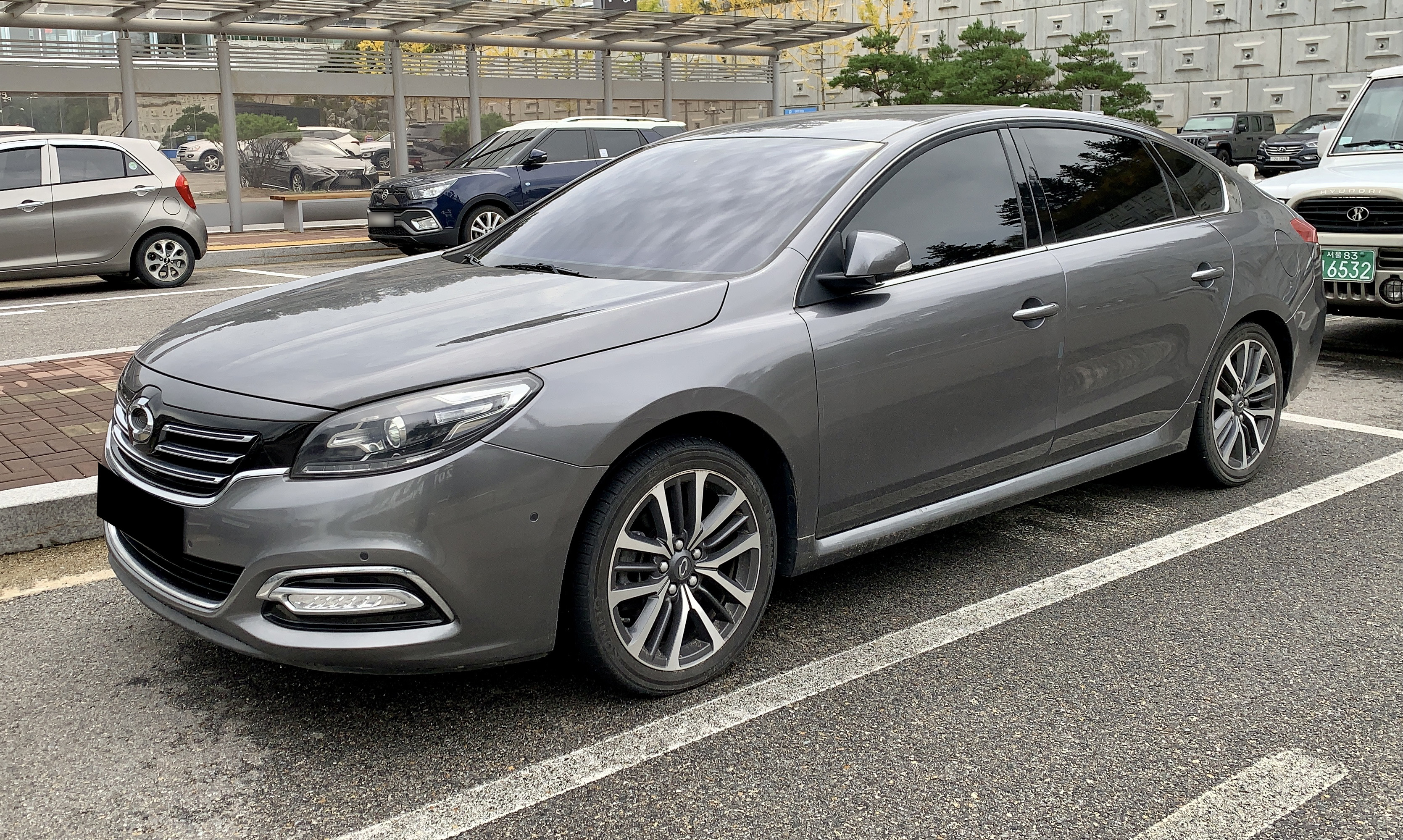
SAMSUNG SM7

本項では2代目をベースとして販売されていた中国市場専売の「ルノー・タリスマン」（RENAULT TALISMAN ）についても併記する。なお、2015年7月6日に同名のDセグメント車がルノー・ラグナおよびルノー・ラティテュードの後継車種として発表されている。

## 概要
初代は2004年、同じルノー傘下である日産のティアナをベースに同社のフラッグシップモデルとして、また同時に内外装を韓国の道路事情と韓国人の嗜好にあうように手直しして登場した。2代目は3代目SM5や2代目ティアナをベースとしながらも、オリジナルボディを纏うことでフラッグシップモデルとしてのポジションに磨きをかけた。
製造はいずれも釜山工場。

## 歴史

### 初代 （A34R（社内呼称EX2）型、2004年-2011年）

#### 前期 （2004年-2007年）
2004年12月、SM5の上級車種として、同時にルノーサムスンのフラッグシップを担う車種として登場。
エンジンはティアナ同様日産いわき工場製VQ型NEO・VQ23とNEO・VQ35エンジンを搭載している。ただしVQ35搭載車は耐久性とコスト面からエクストロニックCVT-M6ではなく同じジヤトコの5速ATとなっている。SM7の登場により翌年登場の2代目SM5にはV6エンジン搭載車がラインナップされなくなった。
メカニズム的にはインテリジェントキーや大型液晶モニター、リヤマルチリンクサスペンションなどティアナの美点を引き継いでいる一方、外観は高級感と独自性を強調するためベースのティアナはもとより、SM5との相違点も少なくなく、前後バンパー・大型フロントグリル・ボンネット・専用トランクリッド・LEDリヤコンビネーションレンズなど多岐にわたる。さらに、リヤコンビネーションレンズも含めた各パーツはベースのティアナはもとより、SM5とも形状そのものが違うため、互換性がない。
2006年5月 「SM7 Premiere」登場。30GB HDDを搭載するテレマティクス端末（INS700）に加え、7インチモニターによる3Dナビゲーション、インダッシュタイプのMP3/WMAコンパチ6CDチェンジャー、SD/MMC/MSメモリカードスロット、USBポート、Video AUX、地上波/衛星デジタル放送チューナー、リアビューモニターを搭載するモデルである。このシステムはSK TelecomのNATE DriveまたはKTFのK-ways、およびBluetooth搭載携帯電話によって、リアルタイム道路交通情報、情報サービスなどモニタードテレマティクスサービスを利用可能というものである。
2006年9月　NEO・VQ23エンジン搭載車のATを4速から5速に変更。

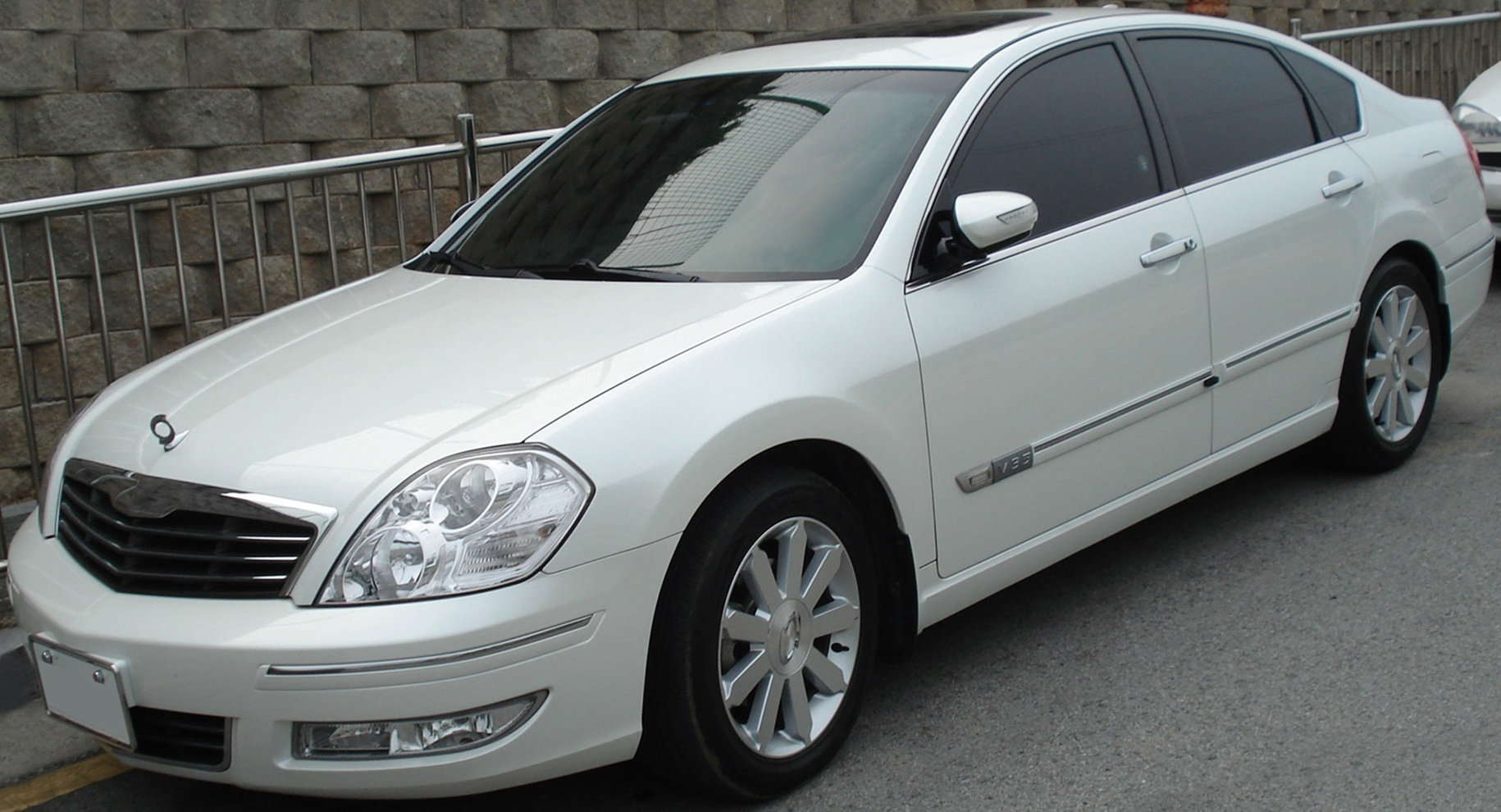
フロント
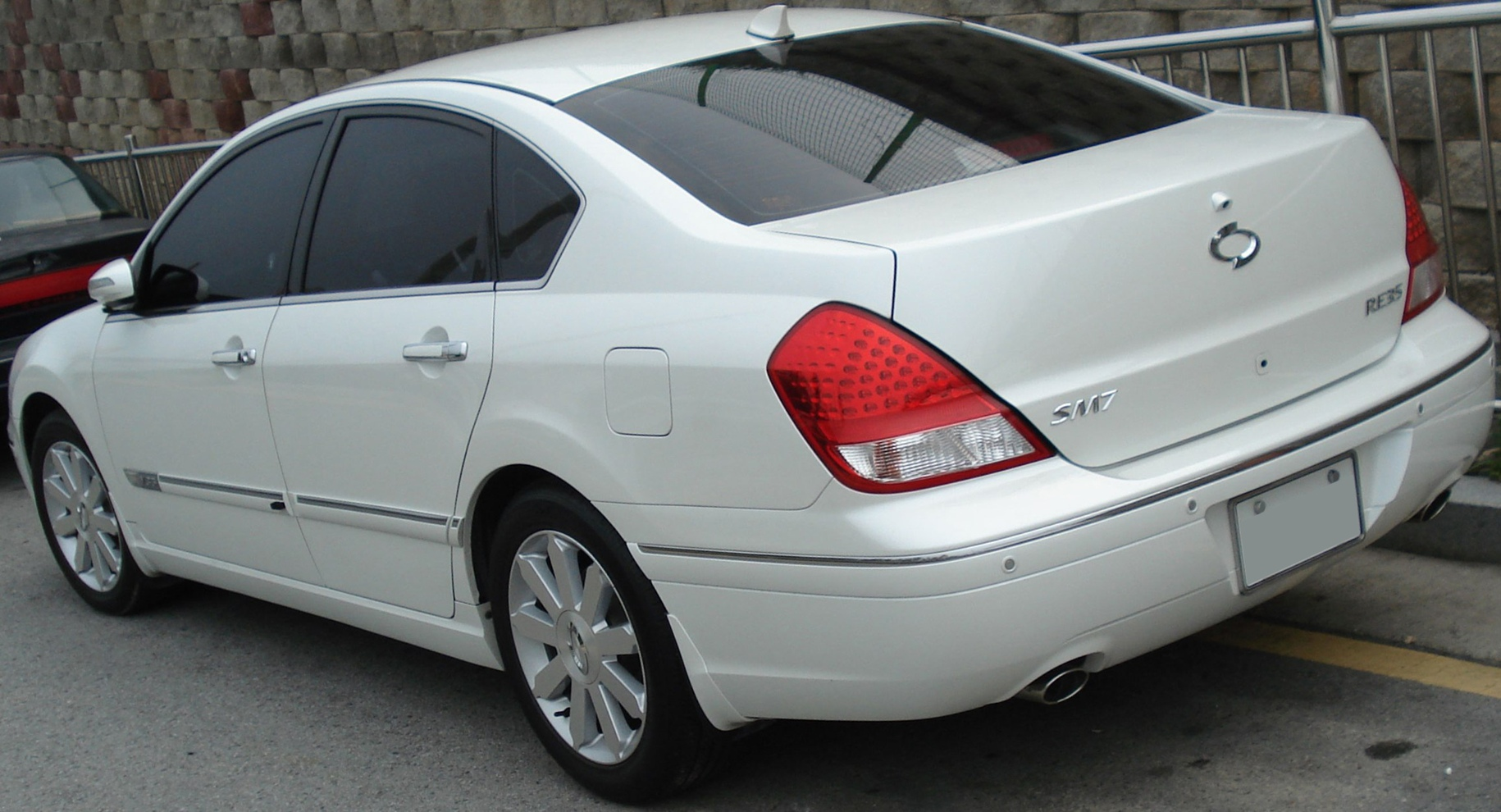
リア

#### 後期 （2008年-2011年）
韓国国内でのライバルとなるヒュンダイ・ジェネシスを迎え撃つかのように大掛かりなマイナーチェンジを実施した。「SM7 New Art」と称された後期の外観は、ヘッドライトをはじめとしたフロント周りを全て新意匠とし、リヤに関しても新意匠のバンパー（EUサイズのナンバープレートが適合するようになっている）やトランクリッド、リヤコンビランプを採用するなど改良部分は多岐にわたる。SM5との（前後の）外装パーツの互換性がないのは前期同様である。各エンジンは細部の改良により出力を2～3%ほど向上させている。
装備は新意匠のアルミホイールや米国BOSE社と共同開発した専用セッティングの10スピーカーオーディオシステムが搭載され、ドアミラーには後方駐車の際にセレクターレバーを「R」に入れると自動的に助手席側サイドミラーが下を向く機構とウインカーを装備している。また、サムスン電子が開発した室内空気清浄システム「スーパー・プラズマ・イオン（SPI）モジュール」を標準装備とした。このSPIモジュールは空気中の水蒸気を分解することで活性水素と酸素イオンを大量に発生させ、ウイルスや細菌などを除去するというシステムである。これらの改良により弟分・SM5とのさらなる差別化と高級感の向上を図っている。
- 2008年1月3日 - 発売。
- 2009年
  - 4月 - 2.3LのREをベースに専用デザインの17インチアルミホイール、「PRESTIGE」ロゴ入り黒本皮革シート＆マット＆キッキングプレート、専用黒木目調パネルなどを装備した特別仕様「プレステージ」（The PRESTIGE）を追加。同時にプレステージ専用色としてグレーも用意される。
  - 10月1日 - 内外装を一部改良した2010モデルを発表。本皮革シートのパターンを変更し、外装色にはNEW SM3にも採用されているスーパーシルバーとミッドナイトブルーを追加。また、SEをベースにパンチング仕上げの本皮革シート、サンルーフ、17インチアルミホイールなどを採用した「SE PLEASURE（プレジャー）」を追加。
- 2010年6月 - 2011年モデルを発表。新色ラバ・グレーを追加。本皮革シートにマイナスイオン処理を施すとともに、赤色のナッパーレザー仕様を追加。17インチホイールにはハイグロス塗装を施した。また、電子式ルームミラーと後席ヒーターシートを全車に標準装備とした。

なお日本においては2008年6月にベース車であるティアナがフルモデルチェンジされて次世代に移行し、ボディを共有した2代目SM5も2010年1月にフルモデルチェンジしたが、SM7は上述の大掛かりなマイナーチェンジを行っているため継続生産されている。
- 2011年9月 - 販売終了。

### 2代目（L47型、2011年-）

#### 前期 （2011年-2014年）
プラットフォームは、2代目ティアナや3代目SM5と同じDプラットフォームを採用するが、ボディシェルは2代目SM5と共用していた先代とは異なり、専用設計となった。またSM5と差別化するため、全長x全幅x全高＝4,995mmx1,870mmx1,480mm、ホイールベースは2,810mmといずれも先代より一回り拡大された。この結果、後席足元空間が初代比で+70mm拡大された。
エンジンはSM5にも搭載される「VQ25」と先代からキャリーオーバーされた「VQ35」の2種（いずれも2代目に搭載するにあたり改良が加えられ、出力が向上している）で、いずれにもジヤトコ製6ATを組み合わせるが、ルノーサムスン車初となるパドルシフトも備えている。排気系には国産車初のデュアルエキゾーストを採用。
内装は初代同様に後席重視の造りとし、航空機のファーストクラス用のシートにヒントを得たエア内蔵のヘッドレスト+マッサージシート、後席を効率よく冷暖する「後席独立3ゾーンフルオートエアコン」、足元照明を採用。オーディオに関しては基本的にはパナソニック製の8スピーカーシステムが標準だが、RE系にはBOSEと共同開発した12スピーカーのライブサウンドシステムが備わる。グレードにより、SM5と同システムの「パノラマルーフ」や8インチモニター内蔵の「スマートiナビゲーション」、「レザーシート」or「プレミアムナッパーレザーシート」が標準ないしはオプション設定されるなど装備も充実している。RE系にオプション設定される「VIPパッケージ」を選択した場合、後席リクライニング機構、オーディオ/エアコン操作機能つきセンターアームレスト（VIPアームレスト）、電動リヤサンシェード、後席サイドエアバッグ、先述したエア内蔵ヘッドレストの5点が装着される。
快適性や安全性についても抜かりがなく、全車においてスマートエアバッグ（2ステージエアバッグ）とカーテンシールドエアバッグを装備。また、HSA（Hill Start Assist）、TPMS（タイヤ空気圧警報システム）、電子式パーキングブレーキ（E-PKB）をも装備する。
初代は2代目登場後も9月末まで併売された（その間、公式サイト上では初代を「SM7」、2代目を「All-New SM7」と表記していた）。
- 2011年
  - 4月 - ソウルモーターショーにて2代目の源流となる「SM7コンセプト」が初公開された。SM7コンセプトのボディサイズは先代より大型化して全長5,000mm、全幅1,930mm、全高1,500mmとなっている[1]。
  - 6月14日 - 市販型の写真および動画が公開された。ドアミラーやレンズ類は市販向けに修正されているが、基本デザインはコンセプトモデルをほぼ踏襲。この時点ではエンジンやプラットフォームなどに関する詳細は明らかにされていない。なおニューSM7はSM5と異なり、現時点でルノーブランドでのヨーロッパ輸出は計画されていない[2]。
  - 7月19日 - 発表前であるがウェブなどを通じて予約を開始。8月16日の時点ですでに4000台を突破していた。
  - 8月16日 - 「All-New SM7」として発表・発売開始。
約6年8か月ぶりのフルモデルチェンジとなる今回は、32か月の期間と4000億ウォン余りを投じて開発されている[3]。
- 2012年
  - 5月2日 - AVM（Around View Monitoring）パッケージを設定。これは車両4か所に設置された広角レンズにより、車両の位置と周囲の状況を把握し、駐車時などにおける利便性を高めるアイテムであり、システム的には日産のアラウンドビューモニターとほぼ同じである。
  - 11月8日 - 2013年モデルに移行。SM3やSM5で採用済の「スマートECOマネージメントシステム」を新たに装備。スマートフォンと繋ぐことにより、燃費等の車両情報を管理することが出来るようになった。また、準大型車クラス初となる死角情報システム（BSW）もSM5に続いて採用された。

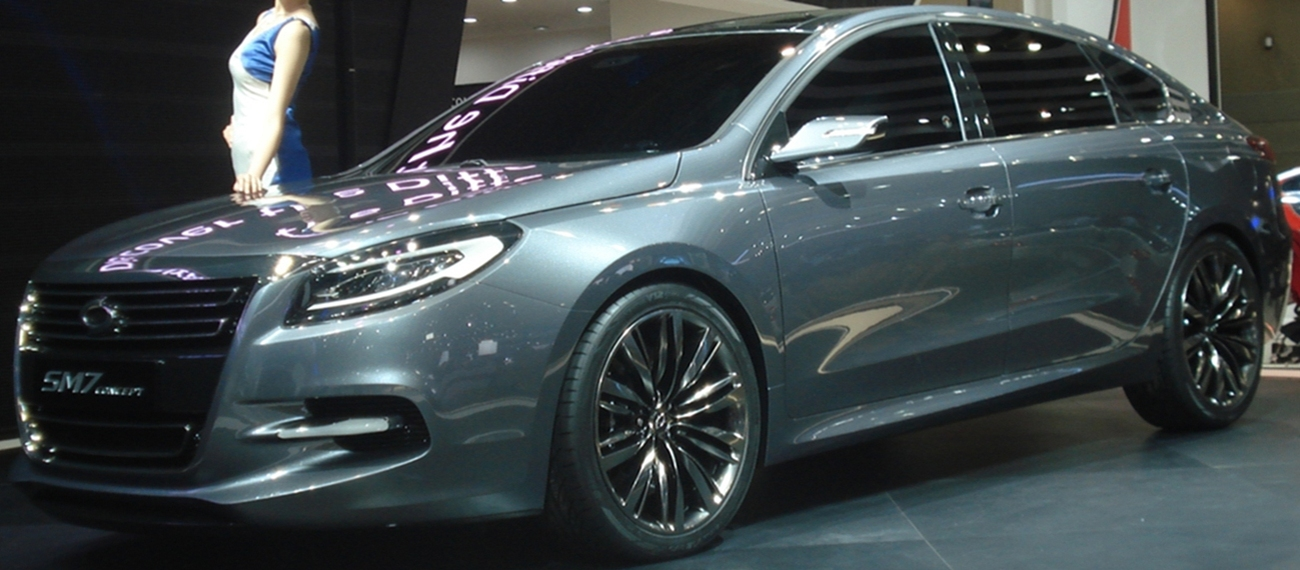
SM7コンセプト（フロント）
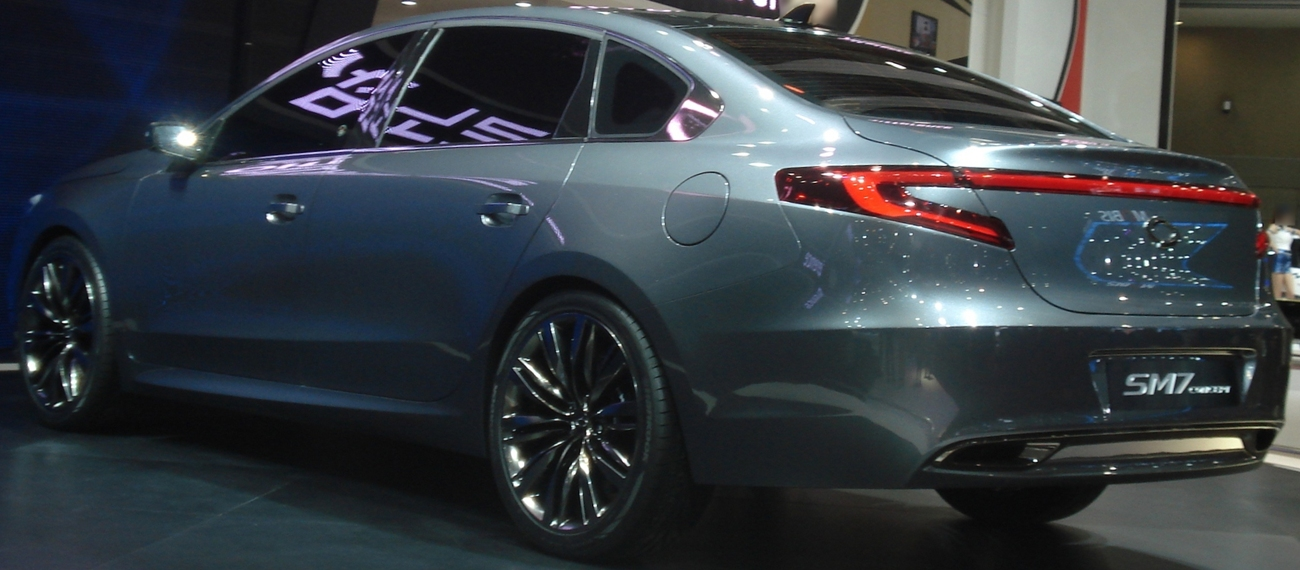
SM7コンセプト（リア）

#### 後期 （2014年-2019年）
- 2014年9月2日 - マイナーチェンジ。サブネームにラテン語で「新星」を意味する「Nova」が付帯される。フロントマスクはルノーグループのデザインアイコンである「サイクル・オブ・ライフ」に基づいたデザインに刷新。フロント周りを構成するボンネット、ヘッドライト、グリル、デイライト内蔵のバンパー、フェンダーのすべてが新造形となったが、ボディサイズは前期型と同一である。

通信システムは従来の「SMart Connect」を進化させ、韓国車初となるWi-Fi通信を活用した「スマートミラーシステム」が搭載された。これは、スマートフォンと車両モニターをWi-Fiで連結するシステムで、Android搭載端末では車両のモニターとスマートフォン間の双方向操作も可能となっている。
メカニズムに変更はなく、引き続きVQ35型3.5L・V6とVQ25型2.5L・V6の2種が設定される。
- 2015年8月3日 - SM7史上初となる4気筒エンジンならびにLPG仕様「SM7 LPe」を発表。システム的にはSM5と同じ2.0L・LPLiを採用し、併せて、トランクスペースを有効に使えるドーナツタンクも採用する。
- 2016年2月 - 小改良。エンブレムの書体がSM6と同じものに変更された。
- 2019年12月 - SM6に吸収統合される形で販売終了。

#### 中国向けルノー・タリスマン
2012年3月16日、ルノーはSM7をベースとする「タリスマン（TALISMAN、塔利斯曼）」（英語で「お守り」を意味する）を4月の北京モーターショーにてデビューさせることを発表し、合わせてティーザー写真を公開。4月23日から開催された同ショーにおいて発表された。
エンジンはベースのSM7と同じで2.5Lと3.5LのVQエンジンを搭載。2.5Lは3グレード、3.5Lは2グレードとなる。同車は中国市場専売の上級車種であると同時に、中国市場での成長に欠かせない車種、そしてルノーサムスンの業績を補う役割もある。SM7との違いはエンブレム類にとどまり、殆どの部分はSM7のものがそのまま流用される。ルノーサムスン釜山工場製造分が輸入され、6月14日発表・デリバリーを開始。なお、「タリスマン」という車名は2001年に発表したコンセプトカーで使用されていたものである。
2016年、モデル廃止。

## ラインナップ
2018年6月現在のラインナップは以下のとおり。現在はSE（Sensible Edition、量販グレード）、LE（Luxury Edition、上級グレード）、 RE（Royal Edition、最上級グレード）の呼称はない。
- V6（2.5 V6）
- V6 35（3.5 V6）
- 障害者仕様（2.0 LPLi）
- タクシー/レンタカー仕様（2.0 LPLi）

## 車名の由来
車名の「SM7」とはSは「SAMSUNG」あるいは「SEDAN」の、Mはドライブを意味する「Motoring」のそれぞれの頭文字、7は車格（準大型車）を意味する。